# Qasr Abu el-Kharaq
Qasr Abu el-Kharaq ist eine Wachturmstelle, die ursprünglich zum Verteidigungssystem des Königreichs Nabataea (150 v. Chr.–105 n. Chr.) gehörte und später von der römischen Armee zur Sicherung der östlichen Wüstengrenze ihrer 106 n. Chr. eingerichteten Provinz Arabia Petraea wiederverwendet wurde. Seit den Verwaltungsreformen des Kaisers Diokletian (284–305) wurde die Provinz unter dem Namen Arabia geführt und der Wachturm Teil des Limes Arabicus. Das sehr gut erhaltene Baudenkmal befindet sich im Gouvernement Amman in Jordanien.

## Lage
Der zum spätantiken rückwärtigen Limessystem gehörende burgusartige Wachtturm Qasr Abu el-Kharaq befindet sich rund drei Kilometer nordwestlich des zwischen 293 und 305 n. Chr. errichteten Grenzkastells Praetorium Mobeni (Qasr Bshir) und besaß mit diesem, sowie dem rückwärtigen Wachturm Qasr el-ʿAl in der offenen Wüstenlandschaft Sichtkontakt. Der Qasr befindet sich auf einer Anhöhe von der aus ein hervorragenden Blick auf das umliegende Land möglich ist, das durch eine weite, leicht hügelige Ebene in der jordanischen Steppe, deren Größe rund 8000 Quadratkilometer umfasst, geprägt ist. Die Tafellandschaft um das Kastell wird von zahlreichen flachen kleinen Wadis durchzogen, die bei den seltenen Niederschlägen alle nach Westen in das Wadi Mudschib entwässern. Das Klima entspricht dem subtropisch-ariden Zonobiom, das für Wüstenlandschaften typisch ist.

## Forschungsgeschichte
Der Biblische Archäologe Nelson Glueck (1900–1971), der in der zweiten Hälfte der 1930er Jahre viele Bauten des römischen Limes in Jordanien besuchte, stattete 1936 dem Wachturm einen kurzen Besuch ab. Trotz dieser und anderer frühen Untersuchungen gehörte der Limes im heutigen Jordanien in der Folgezeit bis Anfang der 1980er Jahre zu den am wenigsten untersuchten Grenzregionen des Römischen Reiches. Den ausschlaggebenden Beitrag zur modernen Erforschung des spätantiken Limes Arabicus leisteten die Untersuchungen des amerikanischen Provinzialrömischen Archäologen Samuel Thomas Parker (1950–2021), der mit einer Mannschaft aus Wissenschaftlern unterschiedlicher Disziplinen von 1980 bis 1989 archäologische Expeditionen unternahm. Als Leiter des Limes Arabicus Projects legte er dabei seinen Schwerpunkt auf den römischen Grenzverlauf in Zentraljordanien.

## Baugeschichte
Der rechteckige Bau umfasst 22 × 18 Meter (= 0,0396 Hektar) und ist von Südsüdwesten nach Nordnordosten ausgerichtet. Ein auffälliges Bauelement sind die ins Turminnere geneigten Außenmauern. Nahe dem Ostende der nördlichen Außenwand befindet sich ein bis heute intakt gebliebener Zugang. Dessen leicht erhöhte Lage über der Geländeoberkante könnte nach Glueck dafür sprechen, dass sich vor diesem Zugang ursprünglich vielleicht ein Absatz sowie Stufen befunden haben. An der am besten erhaltenen Ecke des Turmes, die sich am Westende der Nordmauer befindet, zählte Glueck noch 22 erhaltene Schichten und somit eine erhaltene Höhe von deutlich über acht Metern. Das teils unregelmäßig gesetzte Trockenmauerwerk besteht aus grob zugerichteten Bruchsteinen sowie meist aus verschieden großen Handquadern. Glueck stellte zudem Verputzreste, vor allem an der ebenfalls gut erhaltenen Südseite fest. Mit dem Verputz waren auch die Fugen zwischen den einzelnen Steinsetzungen verfüllt. Um das Mauerwerk zu stabilisieren, war an den Ecken mit Ecksteinen gearbeitet worden. Die westliche Außenwand zählte nach Glueck noch 23 Schichten. An ihrem südlichen Ende, nahe an ihrem Fuß, beobachtete der Archäologe eine kleine Öffnung, die zu einem unterirdischen Gang führten, der nach Norden abbog. Da Trümmer den weiteren Verlauf dieses Ganges blockieren, bleibt seine Bestimmung unbekannt.
Glueck stellte um den Qasr Spuren eines karreeförmigen Innenhof mit weiteren Baustrukturen fest, der den Wachturm an drei Seiten umgab. Der britische Archäologe David Leslie Kennedy, der diese als baulich möglicherweise älter eingestufte Einfriedung mit einer Größe von rund 60 × 60 Metern angab, konnte 1990 zusätzlich noch hinzufügen, dass der jüngere Wachturm gegen die Nordwand dieser Umfriedung gesetzt worden war.
Glueck fand bei seinem Besuch kleine Menge nabatäischer Keramikfragmente, darunter auch ein Stück Sigillata. Den größten Anteil an Scherben stufte Glueck in die Frühe Eisenzeit (EI I-II) und rechnete dieses Material den Moabitern zu. Da sich der Archäologe mit seinen Kollegen aus Wassermangel jedoch nur wenige Minuten an dieser Fundstelle aufhielt, und keine Zisterne gefunden werden konnte, waren tatsächliche quantitative Aussagen zu dieser Keramikauswahl unmöglich. Mithilfe der Keramikscherben die durch Feldbegehungen des Limes Arabicus Projects unternommen wurden, konnte jedoch der Nachweis erbracht werden, dass der Fundplatz von der Eisenzeit bis in die Gegenwart immer wieder aufgesucht wurde, wobei sich die Masse der Fragmente gleichmäßig auf die Eisenzeit II (1000–586 v. Chr.) und die nabatäisch/frührömische Epoche verteilt. Doch auch in spätrömischer und frühbyzantinischer Zeit war der Turm immer wieder besetzt.

## Spätantiker rückwärtiger Limesverlauf zwischen dem Qasr Abu el-Kharaq und dem Kastell Khirbet el-Fityan
| Name/Ort                                 | Beschreibung/Zustand |                            |
| ---------------------------------------- | --- | -------------------------- |
| Qasr Abu el-Kharaq                       | siehe oben |                            |
| Limes-Arabicus-Projekt, Feld-Fundnr. 238 | An dieser Stelle befindet sich eine Gruppe von baulichen Strukturen, die auf einer hohen Hügelkuppe gelegen ist. Der Standort gewährt eine weite Fernsicht über das Land. Ein 4,70 × 4,70 Meter großer quadratischer Bau könnte als eisenzeitlich oder nabatäisch gegründete Turmstelle gedeutet werden, die als Trockenmauerwerk aus megalithischen Quadersteinen errichtet wurde. Der Turm wäre anschließend, in spätrömisch-frühbyzantinischer Zeit erneut besetzt worden. Westlich schließt sich an den Bau eine rechteckige Einfriedung von 20 × 7 Metern an. Südlich der Turmstelle und östlich der rechteckige Einfriedung befindet sich ein kreisförmiger Steinschutthaufen, der sich über den Resten einer gleichfalls kreisförmigen Struktur ausbreitet. Diese Struktur besitzt einen Durchmesser von acht Metern und wurde offenbar weitgehend für Bestattungen genutzt. \| Anzahl \| Zeitstellung \| Bemerkung \| \| ------ \| ---------------------------- \| -------------------------- \| \| 3 \| frühbronzezeitlich \| ca. 3200–1950 v. Chr. \| \| 13 \| eisenzeitlich \| ca. 1200–539 v. Chr. \| \| 34 \| frührömisch-nabatäisch \| ca. 63 v. Chr.–135 n. Chr. \| \| 7 \| spätrömisch-frühbyzantinisch \| ca. 135–502 \| \| 1 \| frühbyzantinisch \| ca. 324–502 \| \| 3 \| spätottomanisch \| ca. 1703–1918 \| \| 1 \| modern \| \| \| 10 \| unbestimmt \| \| |                            |
| Khirbet el-Fityan                        | → Hauptartikel : Khirbet el-Fityan [ 19 ] |                            |
| Anzahl                                   | Zeitstellung | Bemerkung                  |
| 3                                        | frühbronzezeitlich | ca. 3200–1950 v. Chr.      |
| 13                                       | eisenzeitlich | ca. 1200–539 v. Chr.       |
| 34                                       | frührömisch-nabatäisch | ca. 63 v. Chr.–135 n. Chr. |
| 7                                        | spätrömisch-frühbyzantinisch | ca. 135–502                |
| 1                                        | frühbyzantinisch | ca. 324–502                |
| 3                                        | spätottomanisch | ca. 1703–1918              |
| 1                                        | modern |                            |
| 10                                       | unbestimmt |                            |